# Pseudagrion hemicolon
Pseudagrion hemicolon – gatunek ważki z rodziny łątkowatych (Coenagrionidae). Występuje w Afryce Subsaharyjskiej – od Sierra Leone do Konga, być może także dalej na wschód.